# Roepkiella chloratoides
Roepkiella chloratoides is een vlinder uit de familie van de Houtboorders (Cossidae). De wetenschappelijke naam van de soort is voor het eerst gepubliceerd in 1986 door Jeremy Daniel Holloway.
De soort komt voor in Maleisië (Sarawak).